# مستقبلة الإنسولين

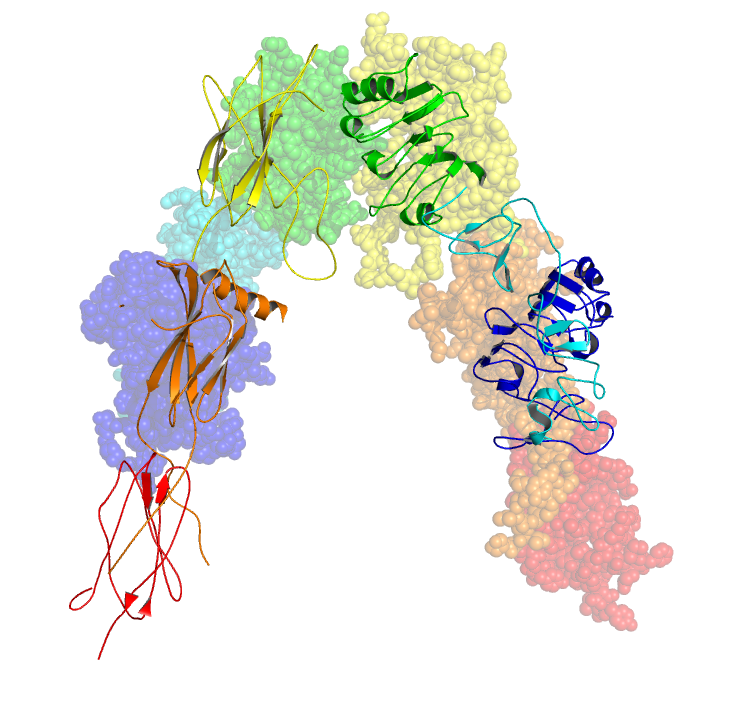

مستقبلة الإنسولين (بالإنجليزية: Insulin receptor)‏ هي مستقبلة عبر غشائية يتم تفعيلها من قبل الإنسولين، IGFI، IGFII، وتنتمي إلى فئة كبيرة من مستقبلات التيروزين كيناز. أما في مجال عملية الأيض، تلعب مستقبلة الإنسولين دورًا هامًا في تنظيم توازن الجلوكوز، وهي وظيفة مهمة والتي إن لم تتم بالشكل السليم قد تؤدي إلى تشكيلة واسعة من الأعراض السريرية مثل السكري والسرطان.

## مرضيّات (باثولوجيا)
النشاط الرئيسي من تفعيل مستقبلة الإنسولين هو حثّ امتصاص الجلوكوز. من هنا، عدم التحسس للإنسولين أو انخفاض اشارات مستقبلة الإنسولين، يؤدي إلى مرض السكري من النمط الثاني - الخلايا غير قابلة على استيعاب الجلوكوز، والناتج هو فرط سكر الدم (ارتفاع مستويات السكر في الدم) وجميع العواقب التي تنجم عن مرض السكري.